# اسطوره‌شناسی اسلاوی

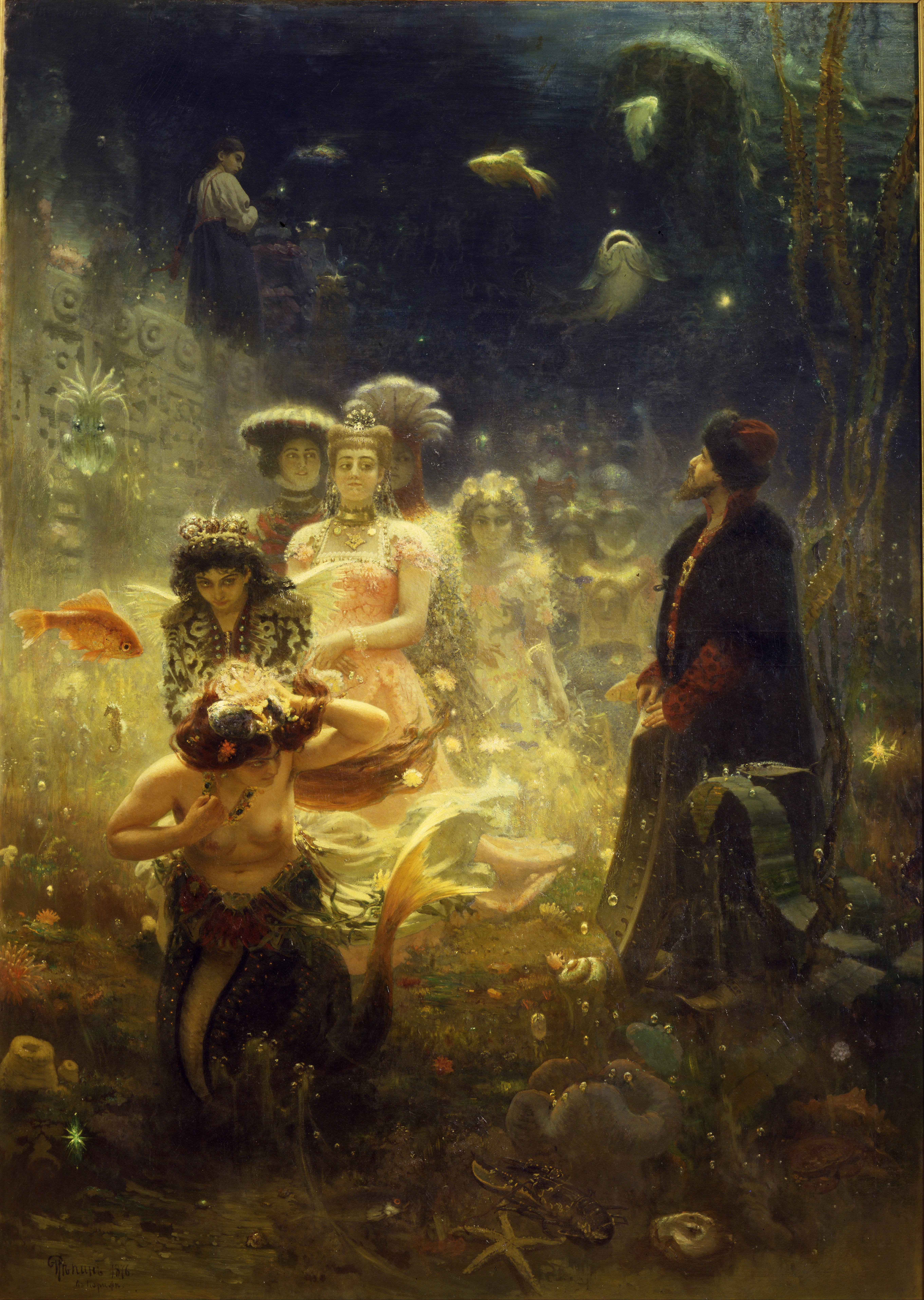
بسیاری از هنرمندان اسلاو از فولکلور ملی خود الهام گرفته‌اند: 250px

اسطوره‌شناسی اسلاوی یا پاگانیسم اسلاوی جنبه‌های اساطیری دین چندخدایی اسلاوها پیش از مسیحی شدن آن‌هاست. این دین دارای خصوصیات مشترک زیادی با خصیصه‌های نیای هند-اروپایی دین است. دین قدیمی اسلاوی در طول بیش از هزار سال به رشد خود ادامه داده و برخی از بخش‌های آن از دوران نوسنگی و حتی از دوره میان‌سنگی باقی‌مانده‌است. آن‌ها زمین را به عنوان مت‌زاملیا می‌پرستیدند و هیچ معبدی نداشتند؛ آن‌ها آیین‌های خود را در طبیعت انجام می‌دادند.